# Karel Hynek Mácha
Karel Hynek Mácha, vlastním jménem Ignác Mácha (16. listopadu 1810 Praha-Malá Strana – 6. listopadu 1836 Litoměřice), byl český básník a prozaik, představitel českého romantismu a zakladatel moderní české poezie. Proslavil se především lyricko-epickou poemou Máj (1836), jednou z nejvydávanějších českých knih.

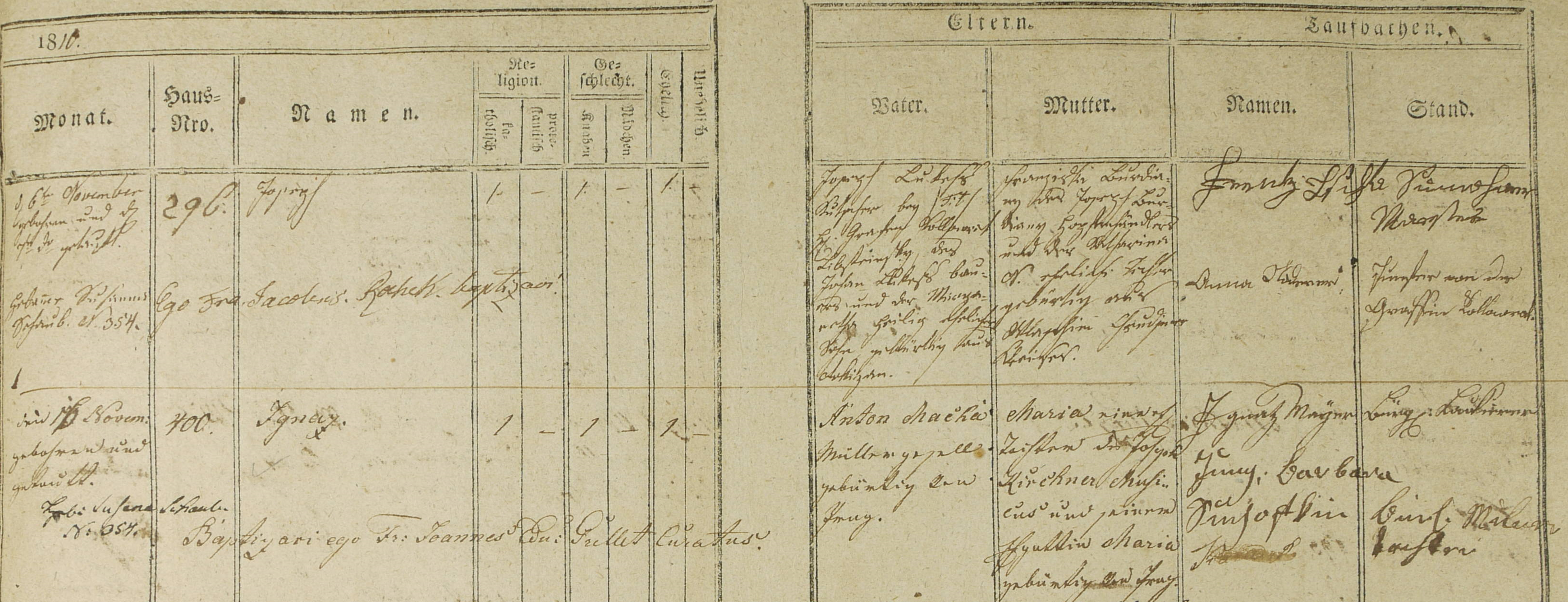
Zápis v matrice narozených

## Život

### Máchova rodina

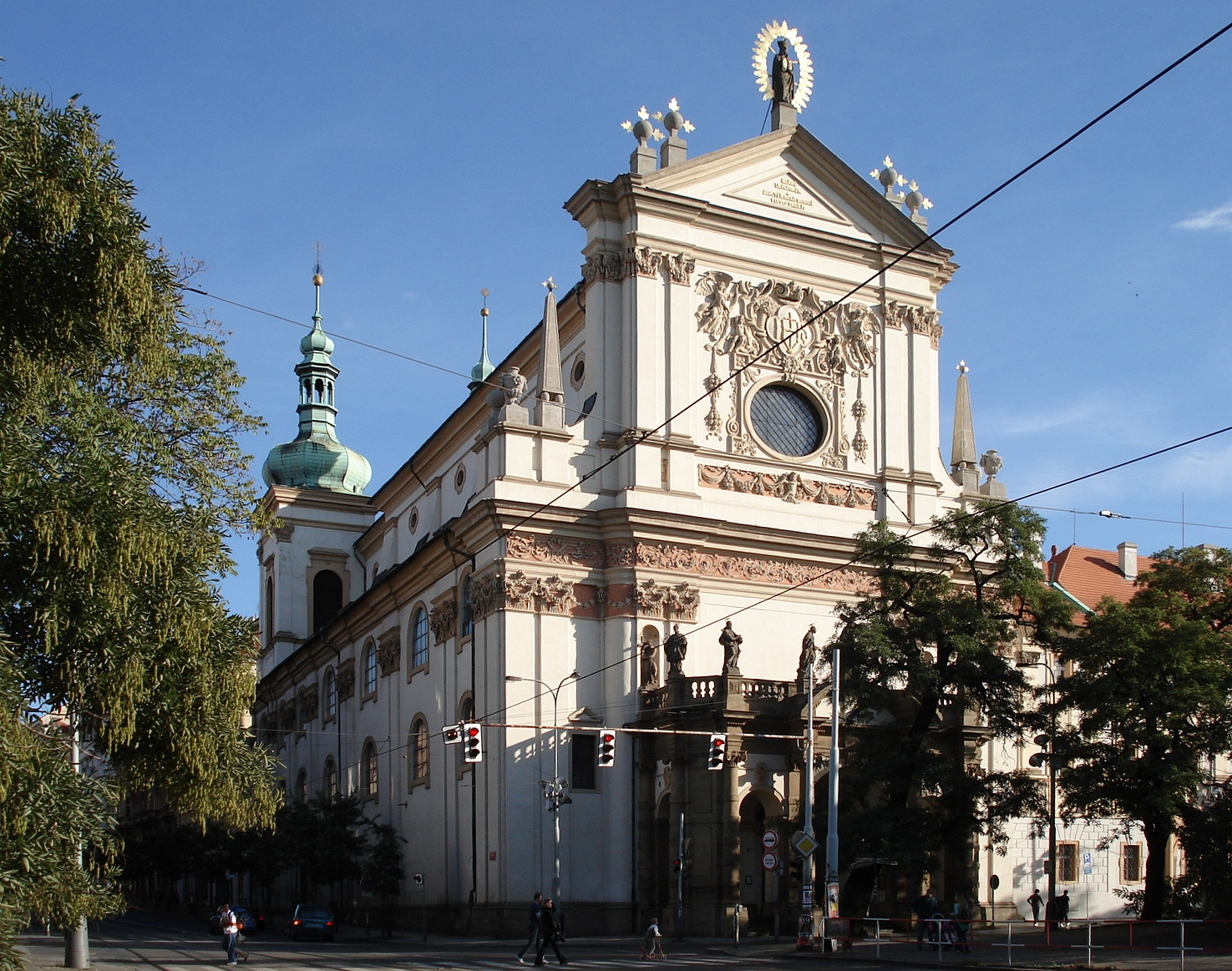
Vlevo od kostela sv. Ignáce v Praze bydlel K. H. Mácha s rodiči v letech 1826 až 1836

Narodil se jako Ignác Mácha (jméno Karel si přidal z důvodu obrozeneckého trendu a Hynek je počeštěný Ignác) v pátek 16. listopadu 1810 v Praze, na Újezdě čp. 400/3 v domě U Bílého orla; koncem 19. století byl dům zbourán, dnes na jeho místě stojí dům nový (Újezd čp. 401) a je na něm umístěna pamětní deska, upozorňující na Máchův rodný dům. Pokřtěn byl v blízkém kostele Panny Marie Vítězné. Jméno Ignác (jež si počeštil na Hynek) získal po jednom ze svých kmotrů (Ignáci Mayerovi).
Máchovým otcem byl Antonín Mácha (1769–1843), mlynářský tovaryš, voják a později majitel krupařského krámku. Máchova matka Marie Anna Kirchnerová (1781–1840) pocházela z rodu českých hudebníků. Dva roky po Hynkovi se manželům Máchovým narodil syn Michal (1812–1871).
Kvůli finanční krizi nežila rodina na Újezdě dlouho. Několikrát se stěhovala, aby se nakonec, když bylo Máchovi šestnáct let, usadila na Dobytčím trhu (dnešní Karlovo náměstí) v domě U Hrbků (proti kostelu sv. Ignáce). Zde Mácha bydlel se svými rodiči do konce svých studií a odchodu do Litoměřic v září 1836; zde vznikla převážná část jeho literárního díla.

### Studia
Navštěvoval farní školu při kostelu svatého Petra na Poříčí, obsazovanou křížovnickým řádem, poté studoval hlavní školu u piaristů. V letech 1824 až 1830 studoval piaristické gymnázium na dnešních Příkopech. Od podzimu 1830 navštěvoval na pražské univerzitě filozofickou fakultu a mezi roky 1832 a 1836 studoval na téže univerzitě práva.
Uměl německy a česky, ve škole se učil latinu; pod vlivem polských událostí (revoluce v roce 1830) a četby polských autorů (Adam Mickiewicz) se Mácha začal učit polsky. V letech 1831 až 1832 navštěvoval přednášky Josefa Jungmanna, jenž povzbuzoval své žáky k literární činnosti a hodnotil jejich práce; Máchovi pochválil báseň Svatý Ivan.

### Herec a dramatik
Navštěvoval česká i německá divadelní představení. Ve Stavovském a Kajetánském divadle v letech 1834 až 1835 ochotnicky vystoupil v 16 hrách (především Klicperových a Štěpánkových). Jako student univerzity hrál pod pseudonymy Milihaj, Chám, Hynek. Josef Krasoslav Chmelenský ho v České wčele chválil za výkon v roli Jindřicha Prachatického v Klicperově Blaníku. Podle Chmelenského byl Mácha „ochotník pěkně rostlý, a co se jadrné české výřečnosti dotýče, vší chvály hodný“ a měl „mluvu čistou a nad jiné zřetelnou“.
Sám se také pokoušel o dramatickou tvorbu. Svědčí o tom dochované zlomky historických dramat Bratři, Král Fridrich, Boleslav, Bratrovrah, vzniklých mezi lety 1831 a 1833. Žádnou divadelní hru však nedokončil.

### Cestovatel a kreslíř

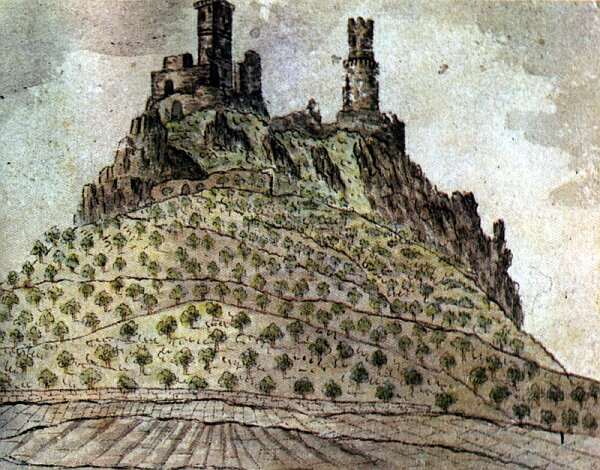
Hrad Hazmburk na kresbě Karla Hynka Máchy (okolo roku 1833), pohled zhruba od Klapého

Mácha byl vášnivý cestovatel. Chodil většinou pěšky a vyhledával zejména krásy přírody a romantická místa spojená s historií. Ačkoli je často prezentován jako osamělý poutník krajinou, žádnou z větších cest nepodnikl sám.
První delší cestu vykonal Mácha v roce 1832; vedla z Prahy, přes Mělník, Kokořín, Housku, Doksy, na Bezděz. Doprovázel jej spolužák a přítel Eduard Hindl (1811–1891).
Na přelomu srpna a září 1833 podnikl opět s Hindlem tzv. Krkonošskou pouť. Během ní navštívil mj. Valečov, Kost, Trosky, Radim u Jičína, Třebihošť. Máchův podpis se nachází v pamětní knize Sněžky (28. srpna 1833). Cesty do těchto končin Mácha uskutečňoval i v následujících letech.
V pondělí 4. srpna 1834 vyrazil Mácha na cestu do severní Itálie. Jeho společníkem byl Antonín Strobach (1814–1856), pozdější pražský purkmistr, předseda říšského sněmu a právník. Cesta trvala 6 týdnů (někdy ušli denně až 60 kilometrů) a vedla z Prahy, přes České Budějovice, Linec, Salcburk, Innsbruck do Benátek. Odtud pluli do Terstu. V Lublani se Mácha setkal s významným slovinským básníkem Francem Prešerenem. Cesta pokračovala přes Vídeň do Prahy.
O svatodušních svátcích 1835 šel Mácha se svými přáteli na osmidenní výlet do boleslavského kraje. Při té příležitosti navštívili vlasteneckého kněze Antonína Marka, žijícího nedaleko Jičína.
Zvláštní půvab měly pro Máchu hrady a zříceniny. Psal si seznam „hradů spatřených“, který čítá na 90 položek (mnohé hrady navštívil opakovaně). Dochovalo se 115 kreseb a akvarelů „hradů spatřených“. Tyto Máchovy práce vznikaly přímo v plenéru (doma pak některé z nich koloroval); hrady kreslil většinou z dálky za použití dalekohledu. Patrně z roku 1832 pochází Máchova kresba, jež by mohla být jeho autoportrétem. O Máchově fascinaci výtvarným uměním vypovídají poznámky z jeho návštěvy vídeňské obrazárny (cestou z Itálie).

### Ženy a syn

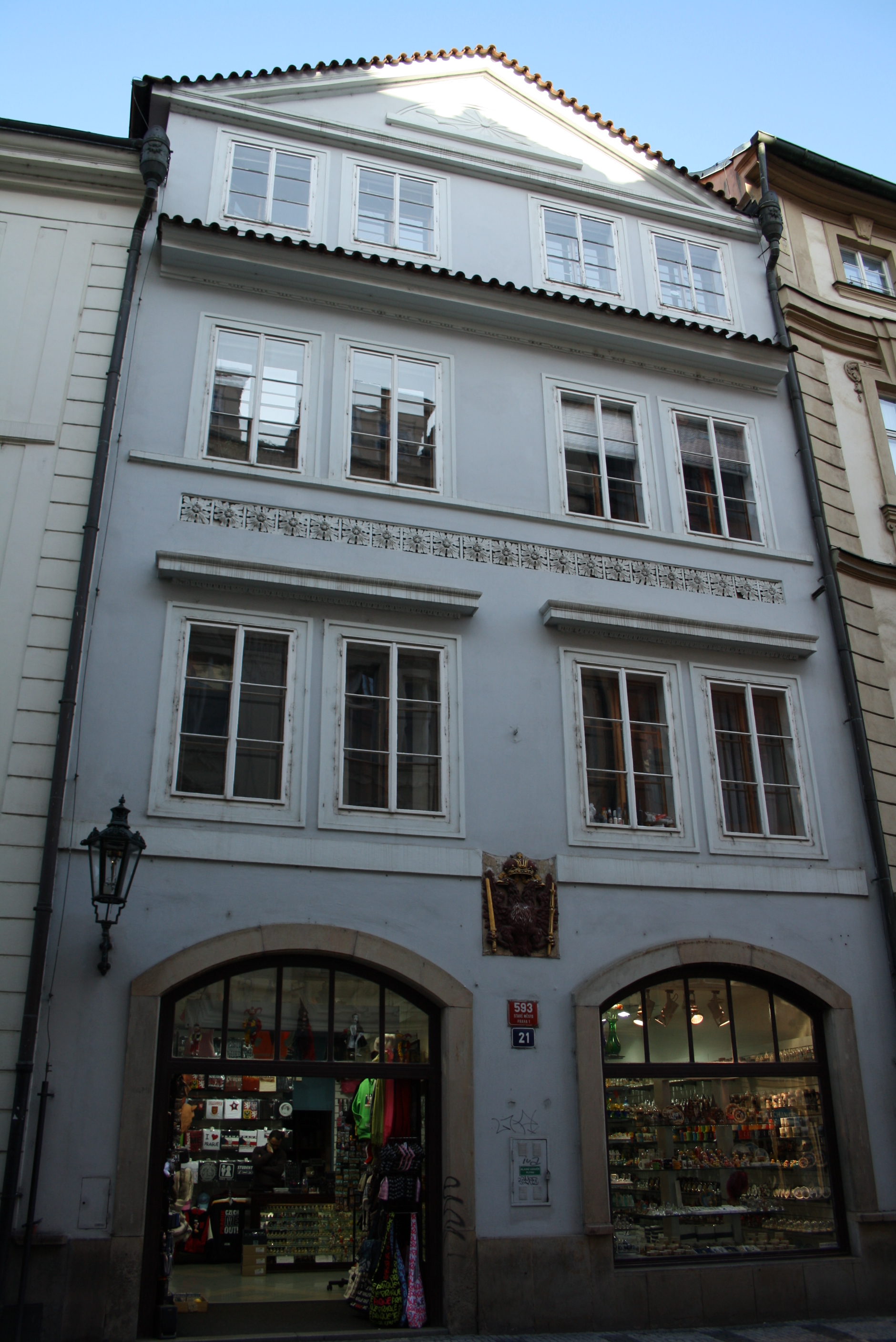
Dnešní podoba domu U Červeného orla, kde bývala kavárna U Suchých, kde se v zimě 1833/34 Mácha seznámil s Lori Šomkovou

Máchovou první doloženou láskou byla Marinka Stichová (1810–1853), s níž se seznámil 15. srpna 1832 v Benešově. Máchovi imponoval nejen její vzhled, ale i to, že znala a četla české knihy. Ozvěny vztahu k Marince se promítly i do Máchovy tvorby. Samotný vztah neměl dlouhého trvání. Ještě v roce 1833 se v Pouti krkonošské Mácha vyznal ze ztracené lásky.
Na konci roku 1832 zahořel láskou k mladé herečce Rošrové, ale výsledkem vzplanutí byla jen báseň Panně Rošrové.
Skutečnou Máchovou partnerkou, snoubenkou a matkou jeho syna Ludvíka byla Eleonora Šomková (zvaná Lori). Mácha se s ní seznámil v zimě roku 1834 po divadelní zkoušce, v domě U Červeného orla v Celetné ulici (dnes čp. 593/21), kde v té době byla kavárna U Suchých. Do divadelní společnosti uvedla Lori pozdější manželka Josefa Kajetána Tyla Magdalena Forchheimová; Tyl byl při seznámení přítomen. Charakter jejich vztahu, jejž ukončila po téměř třech letech Máchova smrt, nastiňuje Máchův intimní deník z roku 1835 a jeho dopisy. Podstatnou roli hrála v tomto vztahu Máchova povaha, jeho přecitlivělost a žárlivost, své učinili i rodiče mladých partnerů, ale třeba i Lořina neochota naučit se česky.
Dne 2. října 1836 porodila Lori Máchovi syna Karla Ludvíka ). Naposledy se s Máchou viděla 16. října 1836. Jejich svatba se měla konat 8. listopadu 1836 v kostele svatého Štěpána v Praze.
Syn Ludvík zemřel 5. července 1837 na psotník.

### Poslední týdny a smrt

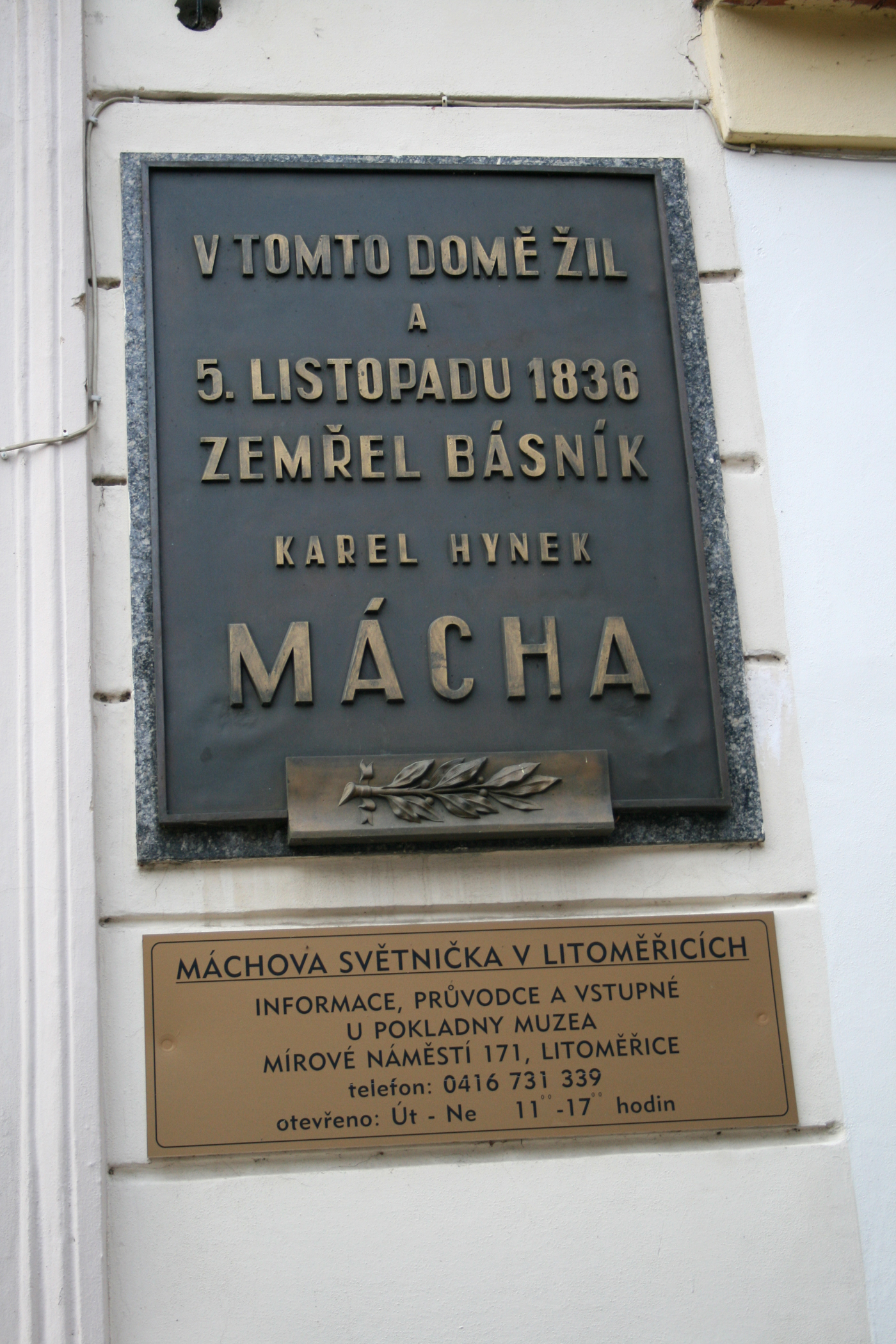
Pamětní deska na domku v Litoměřicích, kde Mácha zemřel

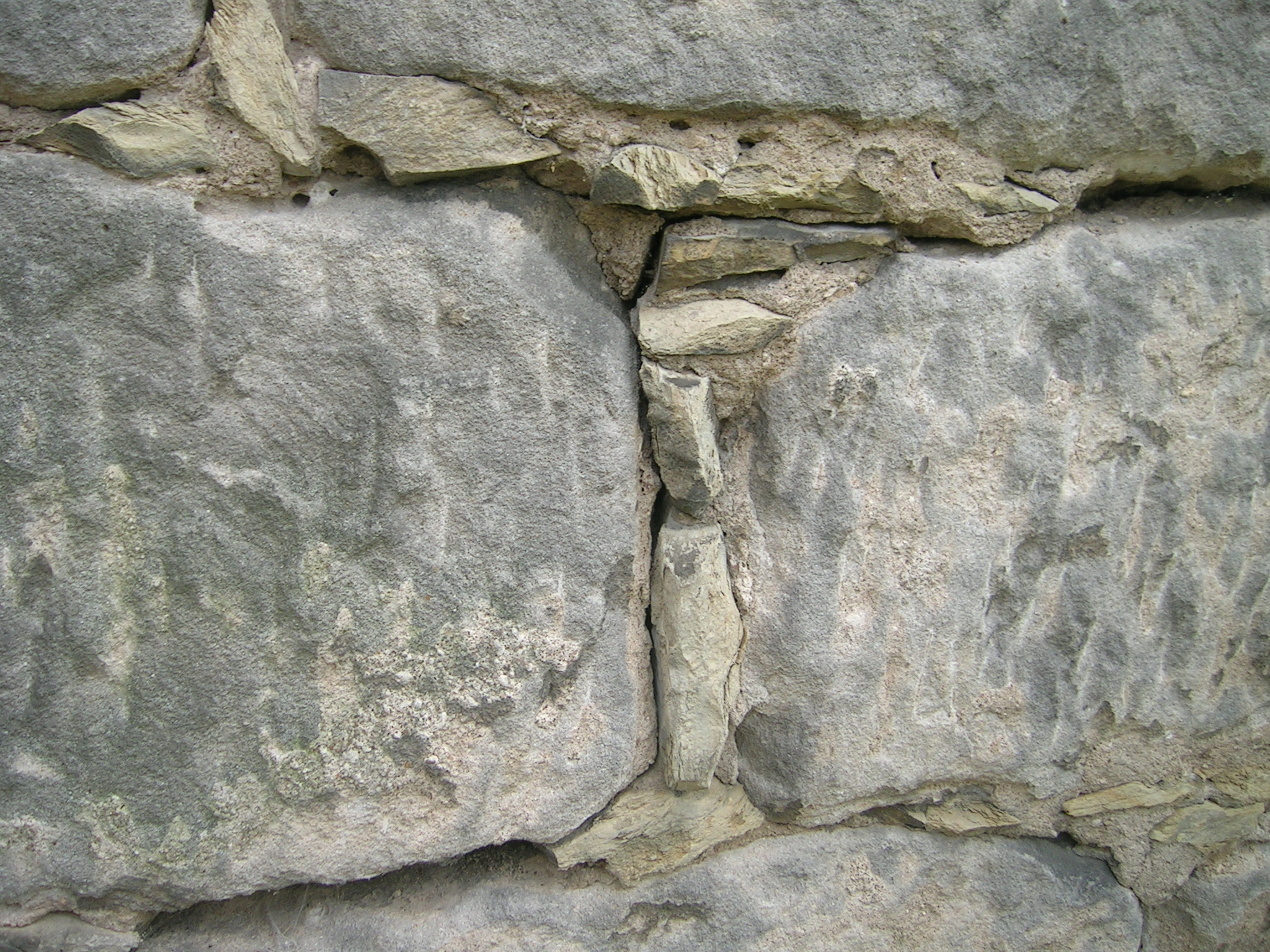
Mnoho míst přímo souvisejících s Máchou se nedochovalo. Kameny v západní zdi starého litoměřického hřbitova, kde byl do roku 1939 pohřben.

Na začátku srpna 1836 získal Mácha absolutorium na právech. Nástup do zaměstnání však odložil – aby mohl cestovat a aby byl v Praze při korunovaci císaře Ferdinanda českým králem. Koncem září nastoupil jako koncipient u litoměřického justiciára Josefa Filipa Durase (1793–1853).
Dne 2. října se v Praze narodil Máchovi a Lori syn Ludvík. Dne 4. října jel Mácha do Prahy, aby potomka viděl. V noci 15. října se doslova rozběhl z Litoměřic do Prahy; bylo to naposledy, kdy Prahu navštívil a kdy viděl syna a Lori.
V neděli 23. října si z vrchu Radobýlu, kde upravoval svou poslední báseň Cesta z Čech, všiml požáru dole ve městě. Když pomáhal při jeho zdolávání, otíral se a pil vodu, která byla k hašení užívána. Tato voda je pravděpodobný zdroj jeho nákazy (nejspíš, paratyfem), která vedla k básníkovu úmrtí.
Začátkem listopadu se Máchovo zdraví rychle zhoršovalo. Měl průjem, ale žádné léky neužíval a dál chodil do kanceláře. 2. listopadu píše dva poslední dopisy – rodičům a Lori. V noci na 5. listopad se mu velmi přitížilo, zvracel a vyžádal si lékaře. Přesto ráno vstal a šel se omluvit do práce, kam mu přivolaný doktor nedovolil dojít. Zemřel v neděli 6. listopadu 1836 přibližně ve tři hodiny ráno. Úřední záznam uvádí jako příčinu Máchova úmrtí Brechdurchfall, tedy cholerinu, mírnější formu cholery, projevující se dávením a průjmy.
Protože byla obava ze šíření nákazy, bylo jeho datum úmrtí na úřední listině o jeden den posunuto. Z toho důvodu je na pamětní desce v Litoměřicích i na náhrobku uvedeno datum úmrtí již 5. listopadu.  Pohřeb se konal na litoměřickém hřbitově 8. listopadu 1836 ve tři hodiny odpoledne za přítomnosti Máchova bratra Michala. Máchovy ostatky zde byly uloženy na téměř 102 let.
Dne 17. listopadu 1836 bylo v Praze v kostele svatého Ignáce na dnešním Karlově náměstí slouženo za Máchu rekviem. Kostel byl plný. Účastni byli Máchovi rodiče, studenti, profesoři, mj. Josef Jungmann.

## Literární dílo
Své první básnické pokusy psal v němčině (Versuche des Ignac Macha, Hoffnung).
V roce 1830 se definitivně uchýlil k češtině. V prosinci 1831 vychází v časopise Večerní vyražení první Máchův text, báseň Svatý Ivan. V lednu 1832 následuje v témže periodiku báseň Abaelard Heloíze, pod níž je poprvé podepsán Karel Hynek Mácha.
V jeho básnické tvorbě nacházíme sonety i lyrickoepické skladby. Básně se vyskytují i v jeho prózách (Marinka, Cikáni).
V próze se věnoval hlavně historickým tématům.
Rozhodl se napsat čtyřdílný román Kat, ale jeho části Vyšehrad, Valdek a Karlův tejn zůstaly pouze v náčrtcích. Jediná dokončená a časově nejpozdější část zamýšlené tetralogie z doby Václava IV. je Křivoklad (1834).
Cyklus Obrazy ze života mého (Večer na Bezdězu, Marinka) se odehrává v jeho současnosti a kromě lyrizujících tendencí v něm nacházíme i autobiografické prvky, ostatně jako v celé Máchově tvorbě. Obě jeho práce byly uveřejněny v roce 1834 v Květech.
Jeho nejrozsáhlejší prací je román Cikáni. Pracoval na něm od října do prosince 1835. Román neprošel cenzurou a poprvé vyšel kompletně až v roce 1857.
Z jeho dalších próz lze zmínit Pouť krkonošskou, Návrat, Klášter sázavský, Valdice, Rozbroj světů či Sen.
Mácha si rovněž vedl literární zápisník, deníky a psal dopisy; právě tyto prameny jsou důležitými zdroji o jeho životě. Kontroverzním je i jeho intimní deník z roku 1835, částečně psaný šifrovaně. Obsahuje detaily z jeho každodennosti a otevřeně přibližuje jeho vztah s Lori. Poprvé deník neúplně rozluštil Jakub Arbes roku 1884, zcela pak Karel Janský (1890–1959) ve 20. letech 20. století, který se zasazoval o jeho nezveřejnění.

### Máj

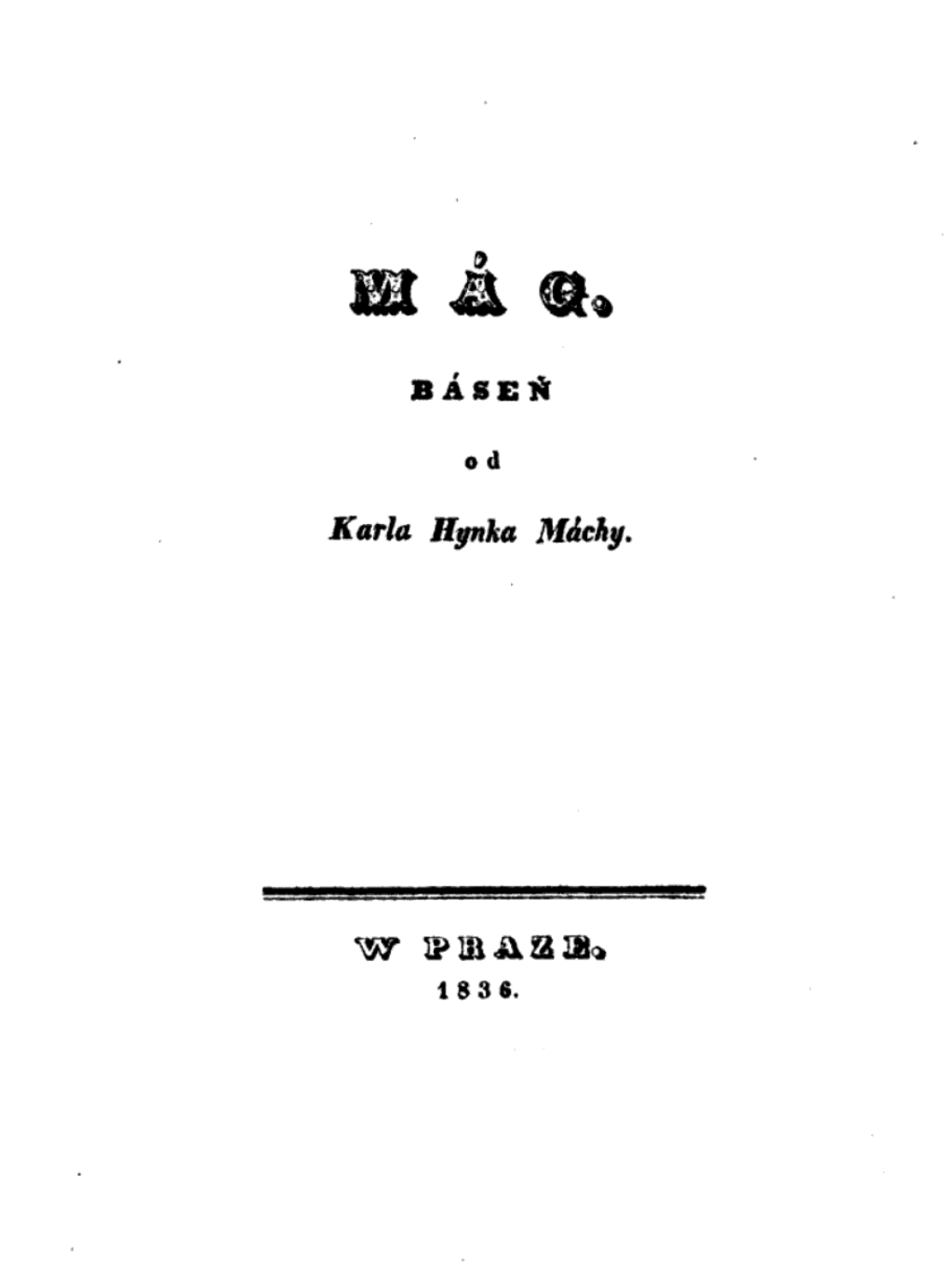
Máj, první vydání (1836).

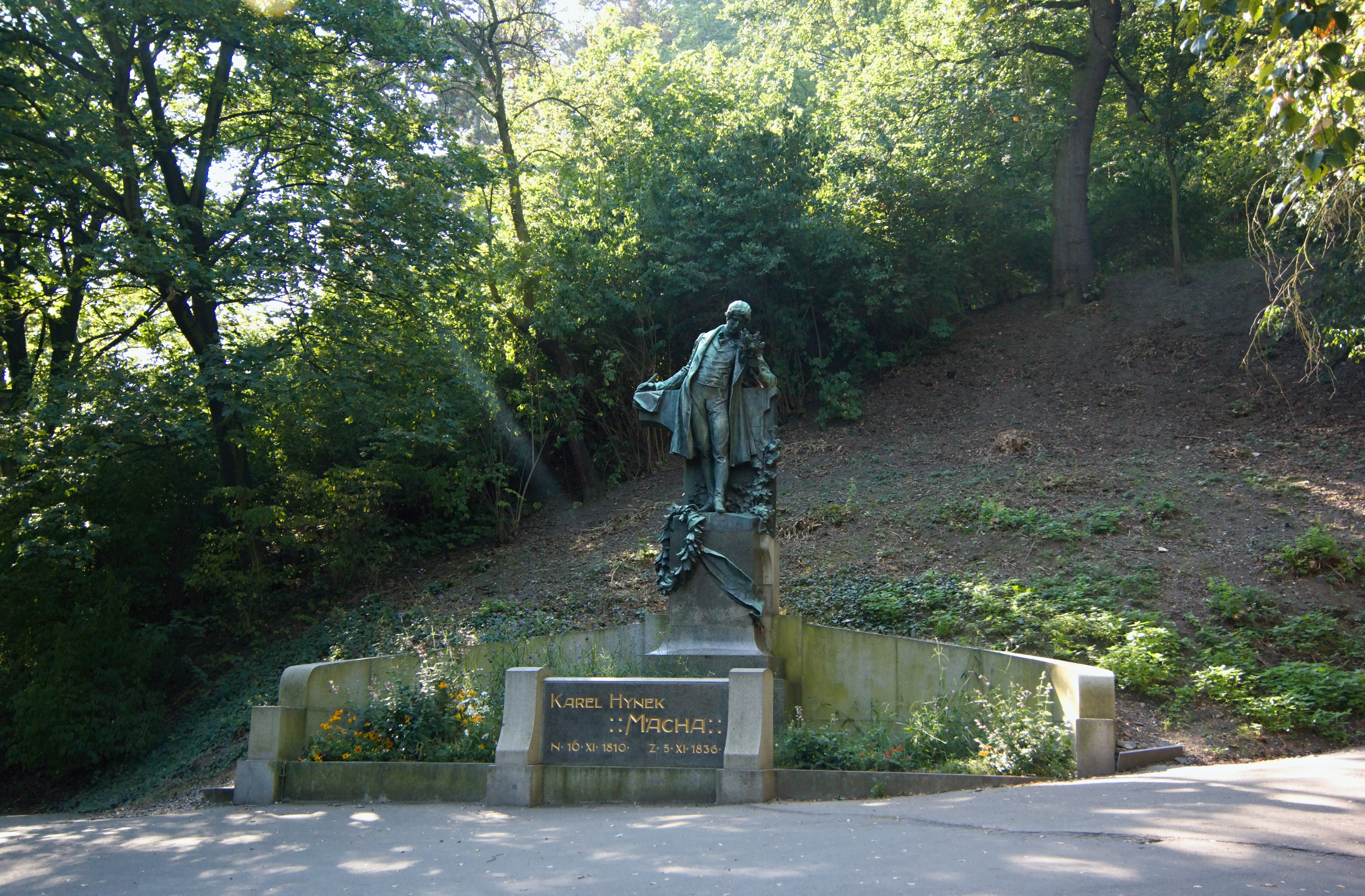
Socha Karla Hynka Máchy v petřínském parku od J. V. Myslbeka v září 2016

Máj (1836) zaujímá ústřední místo jak v jeho tvorbě, tak v dějinách české literatury. Na této skladbě intenzivně pracoval na přelomu let 1835 a 1836, ale dochoval se náčrt básně již z roku 1834. Máj byl jedinou knihou, která mu vyšla za jeho života. Musel ji však vydat sám. Tisk provedla pražská tiskárna Jana Spurného. Máj byl vydán 23. dubna 1836. Všech 600 výtisků se brzy rozprodalo.
Máj je věnován Hynku Kommovi (1790–1875), pražskému měšťanovi, pekařskému mistru, pozdějšímu radnímu, s nímž byl zřejmě Máchův otec v obchodním styku. K básni je připojen autorův výklad, určený patrně pro cenzuru.
Mnohovrstevnatá báseň má 4 zpěvy a 2 intermezza. Básnický jazyk, plný metafor, oxymór a dalších prostředků, líčí tragický příběh, k němuž autora patrně inspirovala reálná událost z roku 1774. Tehdy v Rozprechticích u Dubé došlo k otcovraždě. Máchovi událost vyprávěl hostinský Kampe z Doks.
Tematické „zužování“ Máje na píseň lásky, oslavu přírody či líčení romantického příběhu je zavádějící, avšak ve zjednodušujících výkladech Máje nikoli řídké. Máj je inspirativním, meditativním dílem, které sice těží z motivů lásky, přírody, vlasti, ale jehož myšlenkové zázemí se dotýká otázek spíše metafyzických (především druhý zpěv skladby).
Soudobí domácí kritici Josef Kajetán Tyl a Josef Krasoslav Chmelenský pro Máj nenašli pochopení; dílu vytýkali absenci národnostního apelu a kopírování Byrona atd..
Definitivní rehabilitaci mu přinesla generace májovců. Dnes je Máj jednou z nejvydávanějších českých knih.
Mnohá vydání ilustrovali naši výtvarníci: Mikoláš Aleš, Karel Svolinský, Toyen, Jan Zrzavý, Cyril Bouda, Jan Koblasa, Pavel Sukdolák.

### Nejstarší česká vydání
Máchova díla byla opakovaně mnohokrát vydávána. Níže jsou uvedena pouze vydání do roku 1900.
- Máj (v prvním vydání dobovým pravopisem Mág; Praha, Jan Spurný, 1836)
- Básně (Díl první; Praha, Knížecí arcibiskupská knihtiskárna, 1845)
- Cikáni (Praha, Kateřina Jeřábková, 1857; Králiky, Nákladem spolku těsnopisného, 1869; I. L. Kober 1891; J. Otto, 1898)
- Spisy Karla Hynka Máchy (Praha, I. L. Kober, 1862, 1889)
- Máj (ilustrace Bohuslav Kroupa; Praha, I. L. Kober, 1865 nebo 1866, s ilustracemi Josefa Scheiwla 1872, 1881, 1883, 1893, s vyobrazením Františka Slabého 1897; František Borový 1886; František Šimáček 1888, 1894; Třebíč, Jindřich Lorenz, 1896)
- Spisy K.H. Máchy (Králiky, Nákladem spolku těsnopisného, 1869)
- Nové básně Karla Hynka Máchy (Chotěboř, K. Veselý, 1892)
- Básně Karla Hynka Máchy (Praha, J. Otto, 1896, 1897)
- Máj a jiné básně (Praha, J. Otto, 1897)

## Máchův odkaz

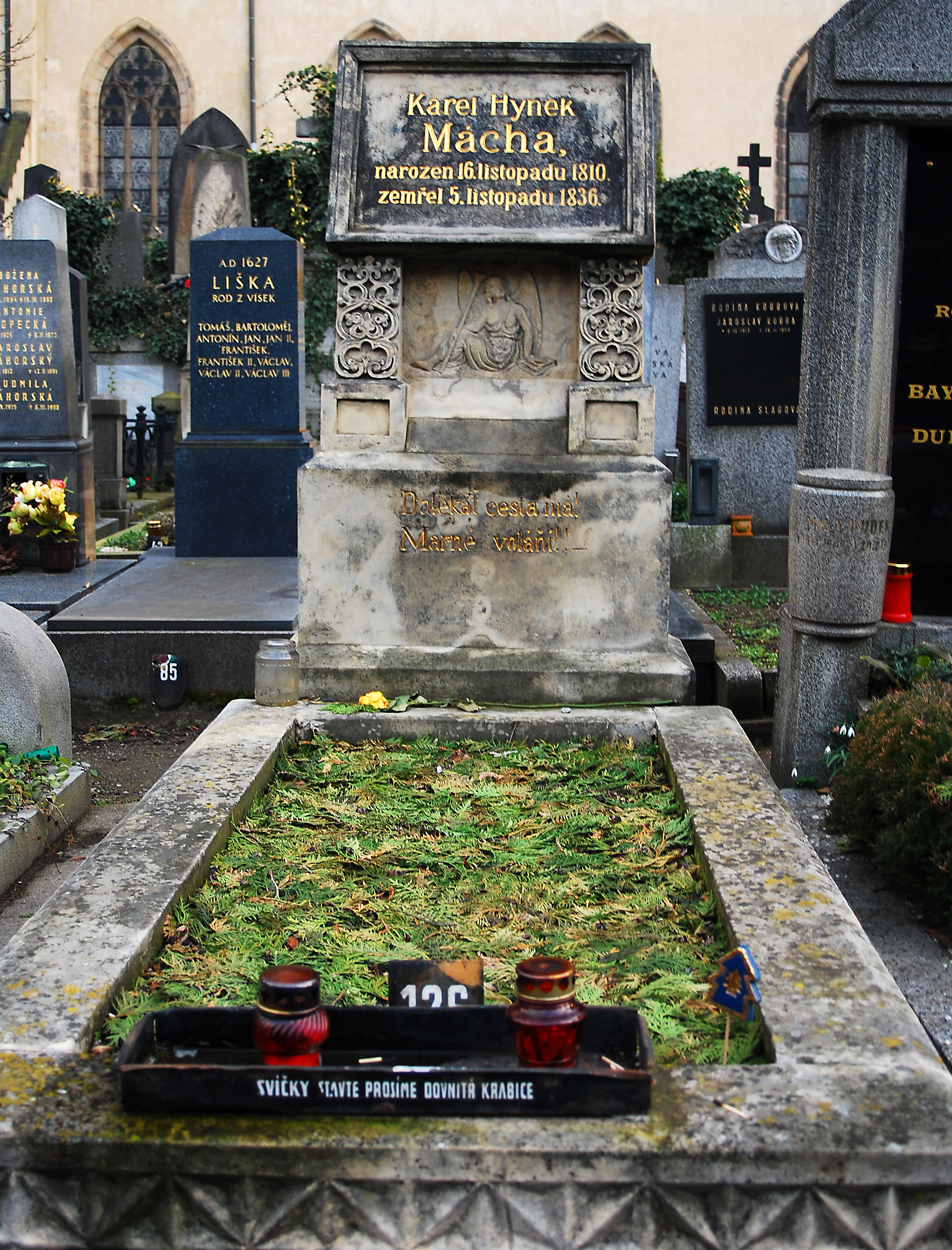
Hrob Karla Hynka Máchy na vyšehradském hřbitově

- Máchův hrob zůstal deset let zanedbán. V dubnu 1846 (i péčí Karla Havlíčka Borovského) byl postaven náhrobek z dílny Františka Linna z Řetězové ulice. V roce 1861 k němu přibyl pseudogotický kenotaf.
- V roce 1912 byla odhalena Máchova socha Josefa Václava Myslbeka na pražském Petříně.[12] Její kopie byla dne 21. listopadu 2010 také instalována v Litoměřicích na úpatí návrší Mostka.
- Když po Mnichovu hrozilo zabrání českého pohraničí, byly 1. října 1938 z iniciativy tehdejšího guvernéra Národní banky Československé Karla Engliše Máchovy tělesné ostatky exhumovány a převezeny do Prahy.[13] Zde je antropologicky zkoumal a pietně konzervoval profesor Jiří Malý.
- Druhý Máchův pohřeb 7. května 1939 na vyšehradském hřbitově se stal národní manifestací proti nacismu. Jeho hlavním kazatelem byl Bohumil Stašek.[14]

### Postupné doceňování Máchova díla
Po Máchově smrti se zformoval okruh jeho příznivců, kteří v jeho tvorbě rozpoznali jedinečnost. V Květech postupně vyšly básně Karla Sabiny Pomněnka na hrobě Karla Hynka Máchy (17. 11. 1836), Františka L. Riegra Na smrt Karla Hynka Máchy (1. 12. 1836) a Pláč nad smrtí Karla Hynka Máchy od Karola Kuzmányho (29. 12. 1836).
Pro Máchu nacházely větší pochopení oblasti Moravy a Slovenska a německé jazykové prostředí. Prvním německým překladem Máchovy tvorby byla Marinka, uveřejněná ve vídeňském časopise Adler již roku 1839. Prvním neněmeckým překladem byl překlad Máje do polštiny od Bronislawa Maleckého (1855).
Teprve roku 1861 vyšlo relativně úplné vydání Máchových spisů v nakladatelství Ignáce Leopolda Kobera (1812–1866). Tehdy také vyšel česky Máj podruhé.
Plně pochopen a oceněn byl Mácha až Nerudovou a Hálkovou generací, generací almanachu Máj z roku 1858. Májovci rozpoutali vlnu máchovského zájmu. Mácha nakonec dosáhl uznání i u kritiky (Šalda) a stal se básníkem, jehož kult je srovnatelný s kultem svatého Václava.
Zajímavou kapitolou máchovské recepce se stal rok 1936. Na výročí stovky let od básníkovy smrti a vydání Máje se po celém Československu konaly četné kulturní akce, které ostře odsoudili čeští surrealisté v čele s Vítězslavem Nezvalem a Karlem Teigem. Společně s několika dalšími osobnostmi uspořádali sborník Ani labuť ani Lůna, který vyvolal kontroverze – jednak v něm odsoudili všechny oficiality konané v souvislosti s výročími (almanach ukončen takto: "Jestliže jsme v této stati poukázali na kupčíky a slavomamy, kořistící ze slávy Máchovy, učinili jsme tak se záměrem, aby si každý slušný člověk vytkl za povinnost oslaviti v letošním roce Máchovu památku předně tím způsobem, že pomůže odehnati roje těchto cizopasníků od geniálního zjevu Máchova."), jednak prohlásili Máchu za proto-surrealistu a přihlásili se k němu jako ke svému uměleckému předchůdci.

### Posmrtné připomínky
Po Máchovi je pojmenováno mnoho ulic, různých institucí, Velký rybník dokský (Hirschberský) je přejmenován na Máchovo jezero, celá oblast kolem Bezdězu je zvána Máchovým krajem, měsíc květen Máchovým časem. Osobnost a dílo Karla Hynka Máchy se staly synonymem lásky, romantismu, mladistvého entuziasmu, to vše do značné míry navzdory skutečnému Máchovu životu a metafyzickému přesahu jeho díla.

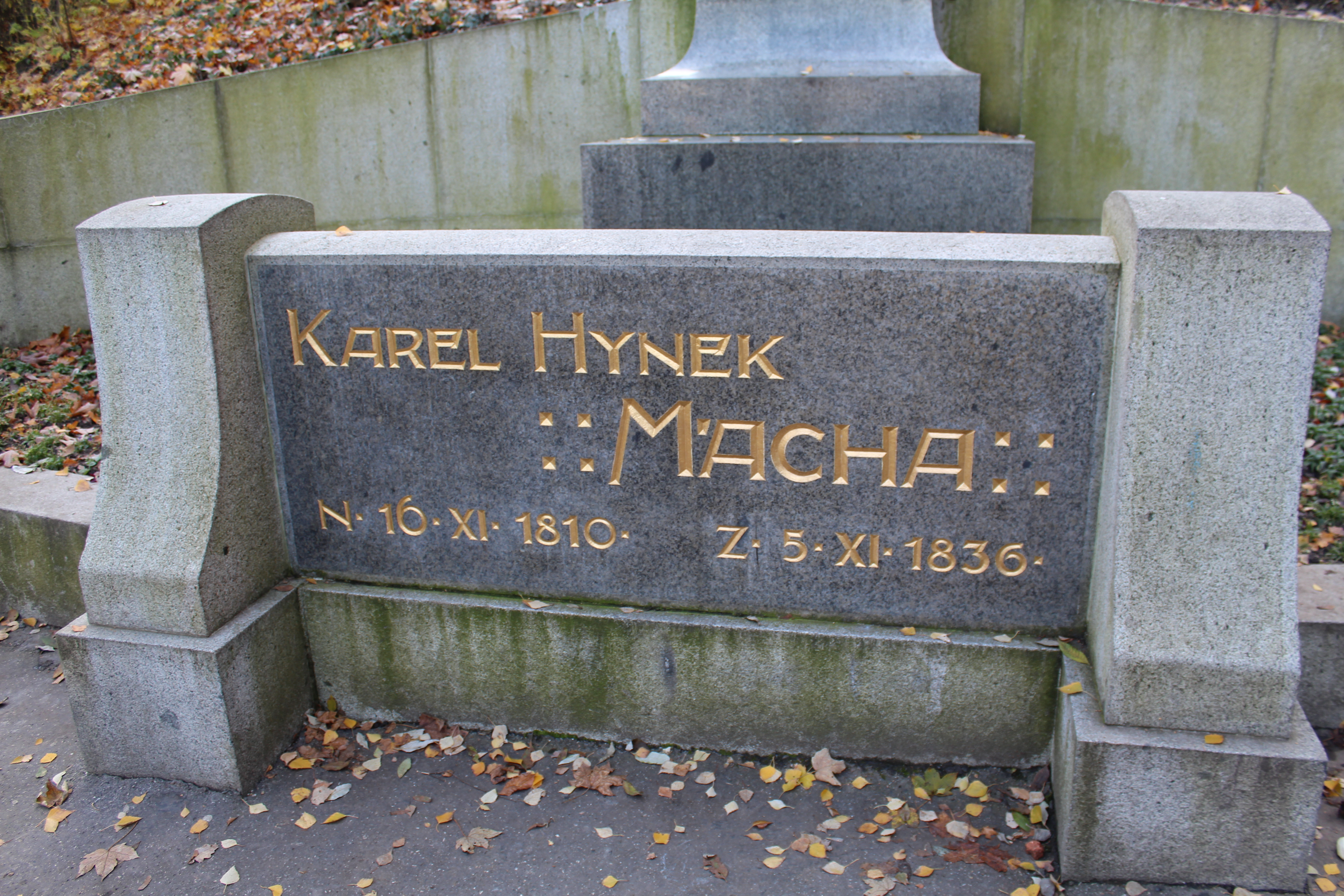
Detail nápisu na Máchově pomníku v petřínských sadech v Praze

Máchova cesta z Mělníka na Bezděz je dnes červeně značenou trasou KČT.

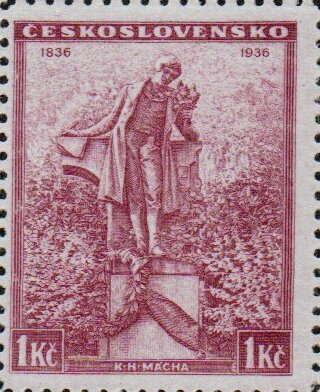
Máchův pomník na 1 Kč známce ke 100. výročí úmrtí

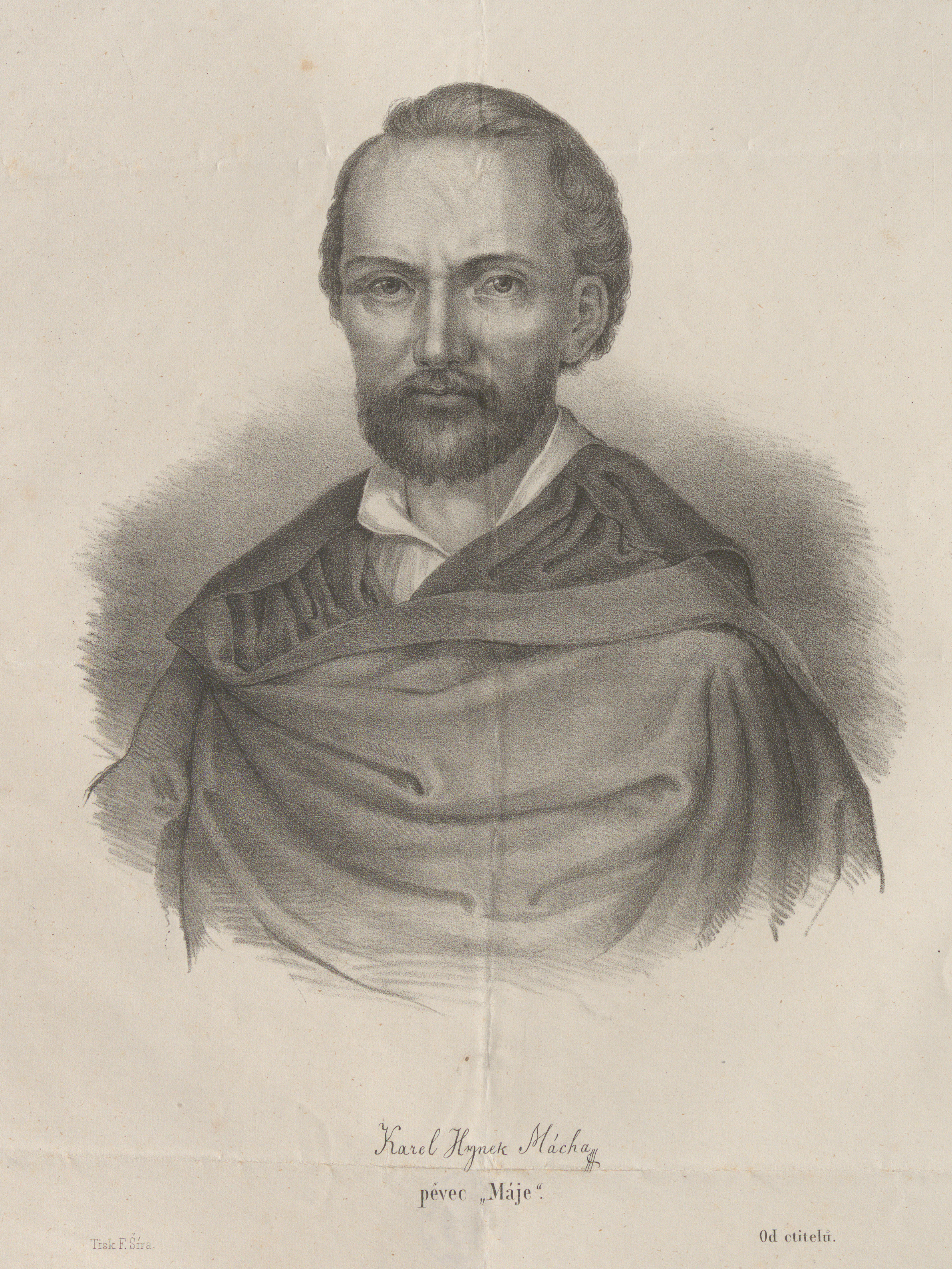
František Šír: Karel Hynek Mácha, pěvec „Máje“; litografie, 1860

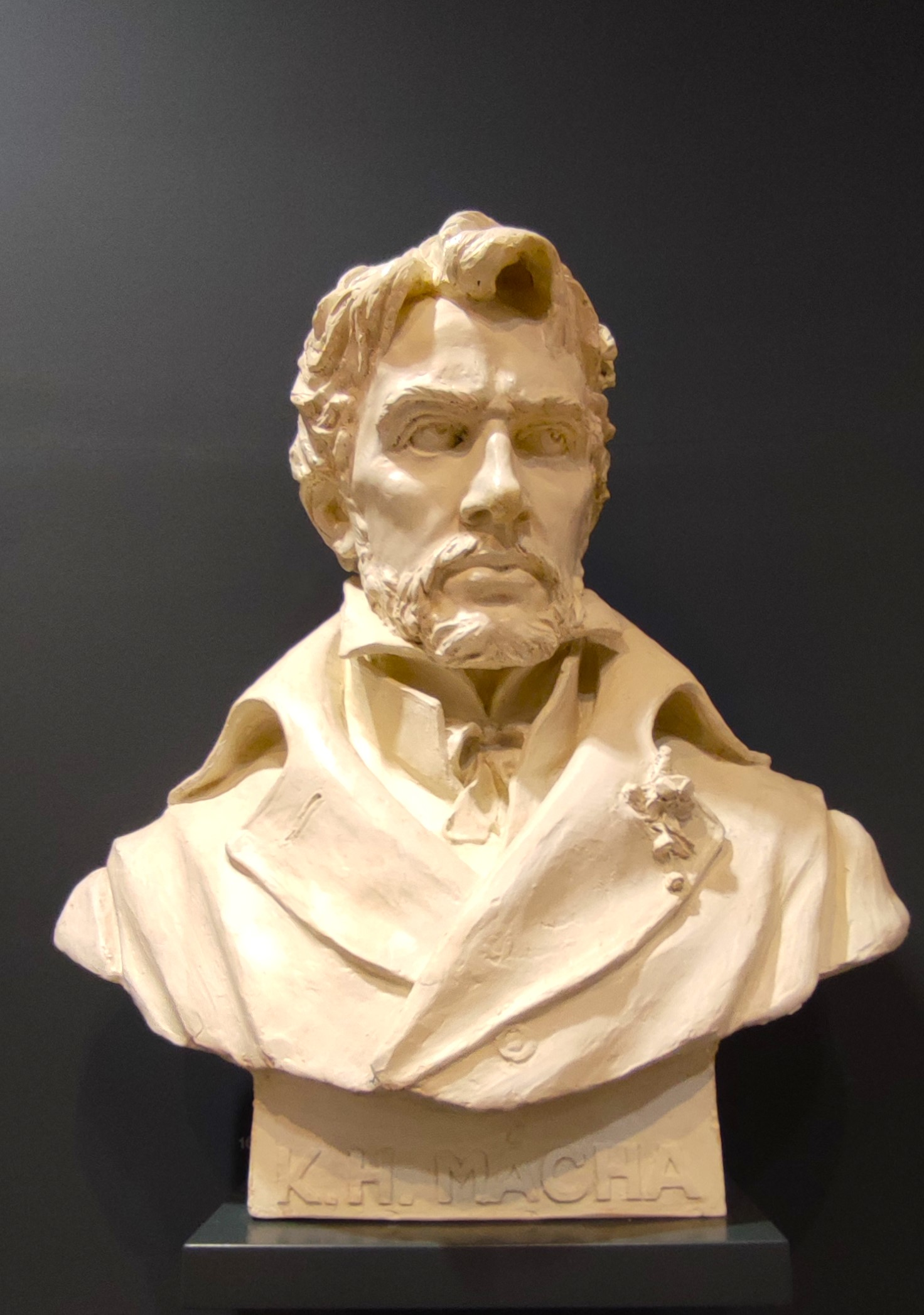
V. J. Hnízdo: Busta Karla Hynka Máchy, Praha 1952

### Inspirace v umění
Máchův Máj inspiroval řadu umělců, např.:
- Zdeněk Zahradník: Máj (melodram), 1964
- Josef Bohuslav Foerster: Máj (lyricko–epická kantáta, 1939)
- Vítězslav Novák: Májová symfonie (použity úvodní verše Máje, 1943)
- Váša Suk: Lesů pán (opera, 1892)
- Zet Molas: Karel Hynek Mácha (film, 1937, v roli Máchy Ladislav Boháč)
- František Vláčil: Mág (film, 1987, v roli Máchy Jiří Schwarz)
- F. A. Brabec (režisér): Máj (český film, 2008)

### Poštovní známky
V roce 1936 vyšla v Československu ke 100. výročí úmrtí dvojice poštovních známek. Zelenou 50 h a červenou 1 Kč (Pofis 298-299) známku vyryl podle fotografie pomníku Bohumil Heinz.
Ministerstvo průmyslu a obchodu vydalo ke 200. výročí v roce 2010 narození aršík a známku (Pofis 625) Karel Hynek Mácha a jeho kraj v hodnotě 43 Kč. Známku navrhl grafik Jan Kavan, vyryl Václav Fajt..

## Podoba Karla Hynka Máchy
Podoba Karla Hynka Máchy je neznámá. Za ni je považováno několik portrétů od různých autorů (reprodukce jsou soustředěny např. v archivu výtvarného umění ABART). Portrét od Františka Šíra je nejrozšířenější podobizna básníka. Ta ale vznikla až roku 1860.
Domnělou Máchovou podobou byl původně obraz svatého Jana Křtitele v kapli hradu Valdštejn od Františka Maška. Podle něj nakreslil podobiznu Josef Uman a následně podle Umana František Šír. Když ale Umanovu podobiznu ukázali jeho bývalé partnerce Eleonoře Šomkové, měla odpovědět, že takhle Mácha nevypadal a že „...Máchu dobře namaloval jenom Quast.“ Jednalo se o malíře Jana Zachariáše Quasta, jeho portrét se však ve 40. letech 20. století ztratil. Za Máchovu podobu mohou být považovány i dva jiné Quastovy portréty.
Imaginární portréty vytvořili Jan Zrzavý (ilustrace) a Vladimír Jan Hnízdo (1952) pro Památník národního písemnictví v Praze.